# The Crowned Clown
The Crowned Clown (hangul: 왕이 된 남자; rr: Wang-i Doen Namja; lit. The Man Who Became King) é uma telenovela sul-coreana exibida pela emissora tvN de 7 de janeiro a 4 de março de 2019, com um total de dezesseis episódios. É estrelada por Yeo Jin-goo, Kim Sang-kyung e Lee Se-young. Seu enredo é um remake do filme Masquerade de 2012 e centra-se na história de um rei da dinastia Joseon e seu sósia, um palhaço que ele desesperadamente coloca no trono para escapar das intensas lutas pelo poder que afetam a corte e a família real.

## Enredo
Durante o período da dinastia Joseon, quando revoltas e lutas pelo poder em torno do trono atingiram níveis extremamente devastadores, o rei Yi Heon (Yeo Jin-goo) para se proteger, decide colocar em seu lugar no trono o palhaço Ha-seon, que se parece exatamente como ele. 

## Elenco

### Principal
- Yeo Jin-goo como Ha-seon, o palhaço / Yi Heon, o Rei[5]
- Kim Sang-kyung como Yi Kyu (a.k.a. Haksan), o Secretário Chefe Real (도승지, doseungji)[6]
- Lee Se-young como Yoo So-woon, a Rainha[7]

### De apoio

#### Pessoas ao redor de Ha-seon
- Jang Gwang como eunuco Jo[8]
- Yoon Jong-suk como Jang Moo-young, oficial militar[9]
- Shin Soo-yun como Dal-rae, irmã de Ha-seon e colega artista[10]
- Yoon Kyung-ho como Kap-soo, artista mais velho que Ha-seon e Dal-rae[11]

#### Pessoas ao redor de So-woon
- Oh Ha-nee como Ae-young, como assistente da dama da corte[12]
- Kim Soo-jin como Dama da corte Park

#### Pessoas ao redor de Yi Heon
- Kwon Hae-hyo como Shin Chi-soo, o Conselheiro de Estado de Esquerda (좌의정, jwauijeong)[8]
- Jang Young-nam como Rainha Dowager[8]
- Lee Moo-saeng como Príncipe Jin-pyung[13]
- Min Ji-ah como Dama da corte Kim
- Choi Kyu-jin como Shin Yi-kyeom, filho de Shin Chi-soo, membro do Gabinete de Censores (사간원, saganwon)[14]
- Seo Yoon-ah como Seon Hwa-dang, sobrinha de Shin Chi-soo
- Lee Mi-eun como Dama da corte Jang
- Park Si-eun como Choi Kye-hwan, assistente da corte para o jantar real (수라간, suragan)[15]

#### Pessoas ao redor de Yi Kyu
- Jung Hye-young como Woon-sim, cortesã real (기생, gisaeng)[8]
- Lee Yoon-gun como Yoo Ho-joon, pai de So-woon
- Lee Kyu-han como Joo Ho-geol[16]
- Choi Moo-in como Lee Han-jong
- Lee Chang-jik como Seo Jang-won
- Jang Sung-won como Jung Saeng, monge budista

### Participações especiais
- Jang Hyuk como Seonjo de Joseon, pai de Yi Heon (Episódio 1)[17]
- Yoon Park como Lorde Kiseong (Episódio 16)

## Trilha sonora
A trilha sonora de The Crowned Clown foi dividida em 8 partes, lançadas de 14 de janeiro a 26 de fevereiro de 2019. Mais tarde, todas as canções foram compiladas em dois CDs. 
| Disco 1 |                                           |                       |         |  |
| N.º     | Título                                    | Artista               | Duração |  |
| 1.      | "Serenade I (Hasun's Theme)"              | Park Sejun&Kim Min Ji | 2:46    |  |
| 2.      | "A Long Way From Now"                     | SE O                  | 3:11    |  |
| 3.      | "If I See You Again"                      | Oh Yeon-joon          | 3:59    |  |
| 4.      | "Tell me"                                 | Eunha (GFriend)       | 4:31    |  |
| 5.      | "If I Could Be By Your Side"              | Sung Si-kyung         | 4:30    |  |
| 6.      | "Serenade II (Soun's Theme)"              | Park Sejun&Kim Min Ji | 2:20    |  |
| 7.      | "Always"                                  | Seulgi (Red Velvet)   | 4:34    |  |
| 8.      | "Winter After Winter"                     | Haeun                 | 4:16    |  |
| 9.      | "That day, We."                           | Baekho (NU'EST)       | 4:11    |  |
| 10.     | "Light Saver"                             | Ahn Ye-eun            | 3:36    |  |
| 11.     | "A Petal"                                 | Shin Nal Sae          | 3:36    |  |
| 12.     | "Serenade III"                            | Park Sejun&Kim Min Ji | 3:01    |  |
| 13.     | "A Long Way From Now Instrumental"        | SE O                  | 3:11    |  |
| 14.     | "If I See You Again Instrumental"         | Oh Yeon-joon          | 3:59    |  |
| 15.     | "Tell me Instrumental"                    | Eunha (GFriend)       | 4:31    |  |
| 16.     | "If I Could Be By Your Side Instrumental" | Sung Si-kyung         | 4:30    |  |
| 17.     | "Always Instrumental"                     | Seulgi (Red Velvet)   | 4:34    |  |
| 18.     | "Winter After Winter Instrumental"        | Haeun                 | 4:16    |  |
| 19.     | "That day, We. Instrumental"              | Baekho (NU'EST)       | 4:11    |  |
| 20.     | "Light Saver Instrumental"                | Ahn Ye-eun            | 3:36    |  |

| Disco 2: |                                       |                   |         |  |
| N.º      | Título                                | Artista           | Duração |  |
| 1.       | "Man who became king" (Opening Title) | Diversos artistas | 2:27    |  |
| 2.       | "A Failure"                           | Diversos artistas | 2:27    |  |
| 3.       | "Before fall down"                    | Diversos artistas | 2:57    |  |
| 4.       | "Back to the dust"                    | Diversos artistas | 4:15    |  |
| 5.       | "Burning Sequence"                    | Diversos artistas | 3:02    |  |
| 6.       | "Change the world"                    | Diversos artistas | 2:29    |  |
| 7.       | "Communist Ideology"                  | Diversos artistas | 2:07    |  |
| 8.       | "Dark one"                            | Diversos artistas | 2:21    |  |
| 9.       | "End of Winter"                       | Diversos artistas | 1:43    |  |
| 10.      | "Evil Flower"                         | Diversos artistas | 2:34    |  |
| 11.      | "Firefly"                             | Diversos artistas | 2:47    |  |
| 12.      | "Frozen Tears"                        | Diversos artistas | 2:25    |  |
| 13.      | "Face off"                            | Diversos artistas | 3:30    |  |
| 14.      | "Green Teacher"                       | Diversos artistas | 2:08    |  |
| 15.      | "Gretchen"                            | Diversos artistas | 3:30    |  |
| 16.      | "Lose King's face"                    | Diversos artistas | 1:49    |  |
| 17.      | "My Reflection in the lake"           | Diversos artistas | 2:44    |  |
| 18.      | "Red Eagle"                           | Diversos artistas | 2:18    |  |
| 19.      | "Ridicilous Trace"                    | Diversos artistas | 2:20    |  |
| 20.      | "Rewrite"                             | Diversos artistas | 2:55    |  |
| 21.      | "Search Block"                        | Diversos artistas | 3:26    |  |
| 22.      | "Silent Eyes"                         | Diversos artistas | 2:46    |  |
| 23.      | "Snow field"                          | Diversos artistas | 2:33    |  |
| 24.      | "Sleepy"                              | Diversos artistas | 2:10    |  |
| 25.      | "Song for a love"                     | Diversos artistas | 2:51    |  |

## Recepção
Na tabela abaixo, os números azuis representam as audiências mais baixas e os números vermelhos representam as audiências mais elevadas.
| Episódio | Data de transmissão original | Audiência média (AGB Nielsen) | Audiência média (AGB Nielsen) |
| Episódio | Data de transmissão original | Em todo o país                | Região Metropolitana de Seul  |
| -------- | ---------------------------- | ----------------------------- | ----------------------------- |
| 1        | 7 de janeiro de 2019         | 5.709%                        | 6.130%                        |
| 2        | 8 de janeiro de 2019         | 6.559%                        | 7.212%                        |
| 3        | 14 de janeiro de 2019        | 8.022%                        | 9.802%                        |
| 4        | 15 de janeiro de 2019        | 8.933%                        | 9.515%                        |
| 5        | 21 de janeiro de 2019        | 8.053%                        | 8.939%                        |
| 6        | 22 de janeiro de 2019        | 7.597%                        | 7.962%                        |
| 7        | 28 de janeiro de 2019        | 8.375%                        | 9.434%                        |
| 8        | 29 de janeiro de 2019        | 9.455%                        | 10.092%                       |
| 9        | 4 de fevereiro de 2019       | 6.576%                        | 6.899%                        |
| 10       | 11 de fevereiro de 2019      | 8.240%                        | 8.983%                        |
| 11       | 12 de fevereiro de 2019      | 9.316%                        | 10.179%                       |
| 12       | 18 de fevereiro de 2019      | 8.695%                        | 9.110%                        |
| 13       | 19 de fevereiro de 2019      | 10.002%                       | 11.119%                       |
| 14       | 25 de fevereiro de 2019      | 8.698%                        | 9.757%                        |
| 15       | 26 de fevereiro de 2019      | 9.472%                        | 10.007%                       |
| 16       | 4 de março de 2019           | 10.851%                       | 11.783%                       |
| Média    | Média                        | 8.410%                        | 9.183%                        |
| Especial | 1 de janeiro de 2019         | 1.696%                        | 2.051%                        |
| Especial | 5 de fevereiro de 2019       | 2.517%                        | 2.767%                        |

## Prêmios e indicações
| Ano  | Prêmio               | Categoria                   | Beneficiário   | Resultado | Ref.   |
| ---- | -------------------- | --------------------------- | -------------- | --------- | ------ |
| 2019 | Baeksang Arts Awards | Melhor Ator                 | Yeo Jin-goo    | Indicado  | [ 19 ] |
| 2019 | Baeksang Arts Awards | Melhor Ator Coadjuvante     | Kim Sang-kyung | Indicado  | [ 19 ] |
| 2019 | Korea Drama Awards   | Prêmio de Excelência, Atriz | Lee Se-young   | Venceu    | [ 20 ] |

## Transmissão internacional
- No Japão sua exibição ocorreu pela SKY PerfecTV! em dezembro de 2019)[21]
- Na Indonésia, The Crowned Clown teve sua exibição pela tvN Asia (dentro de 24 horas após a exibição coreana)
- Na Singapura foi exibida pela Hub VV Drama, a partir de 20 de janeiro de 2019 e na Malásia pelas emissoras 8TV (20 de fevereiro a 25 de abril de 2019) e NTV7 (7 de fevereiro a 10 de março de 2020)
- Em Hong Kong recebeu dublagem em cantonês, com exibição pela Now Drama Channel, de 4 de novembro a 18 de dezembro de 2019)